# THE IDOLM@STER SideM WakeMini! MUSIC COLLECTION
「THE IDOLM@STER SideM WakeMini! MUSIC COLLECTION」（アイドルマスター サイドエム ワケミニ ミュージックコレクション）は、2018年11月14日からランティスよりリリースされている、テレビアニメ『アイドルマスター SideM 理由あってMini!』のサウンドトラックシリーズ。

## 概要
テレビアニメ『アイドルマスター SideM 理由あってMini!』のサウンドトラックシリーズ。収録されているBGMは全てEFFYが作曲・編曲を手掛けた。

## 01
2018年11月14日発売。アニメ第2話 - 第4話主題歌「LET'S GO!!」のほか、劇中BGM数曲を収録。
チャート成績
収録曲
1. LET'S GO!!
歌：315 STARS（フィジカル Ver.）[メンバー 1]
作詞：松井洋平、作曲・編曲：no_my
2. LET’S GO!! -Off Vocal-
3. どらいぶ あ らいぶ（WakeMini Version）-Short Size-
作曲：BNSI（柿埜嘉奈子）、編曲：EFFY
4. 理由あってMini!タイトル!
5. はじまり
6. 315プロダクションの日常
7. 大喜利に挑戦!
8. シンキングタイム
9. あれれ・・・?
10. Go!Go!ハイテンション!!
11. 開店準備!
12. LET'S GO!!（BGM Version）
13. どらいぶ あ らいぶ（WakeMini Version）

## 02
2018年12月5日発売。アニメ第5話 - 第8話主題歌「Friendly Smile」のほか、劇中BGM数曲を収録。
チャート成績
収録曲
1. Friendly Smile
歌：315 STARS（メンタル Ver.）[メンバー 2]
作詞：結城アイラ、作曲・編曲：島崎貴光
2. Friendly Smile -Off Vocal-
3. 理由あってほのぼの
4. もののふプリティー
5. 目指せトップアイドル!
6. 海の家 男道らーめんへようこそ!
7. 最高の仲間とともに
8. 迷いと不安
9. ほっこりドーナツ
10. Otoboke Life
11. レッツクッキング!
12. Friendly Smile（BGM Version）

## 03
2018年12月19日発売。アニメ第9話 - 主題歌「POKER FAITH -ポーカーフェイス-」のほか、劇中BGM数曲を収録。
チャート成績
収録曲
1. POKER FAITH -ポーカーフェイス-
歌：315 STARS（インテリ Ver.）[メンバー 3]
作詞：真崎エリカ、作曲・編曲：石井健太郎
2. POKER FAITH -ポーカーフェイス- -Off Vocal-
3. 今日はのんびりと
4. てんやわんやです!
5. 信じ合う絆
6. アイドルヒーロー参上!!
7. 不穏なムード
8. 心の行方
9. 315の幸せを
10. 大冒険スベクタクル!
11. 一日の終わりに
12. POKER FAITH -ポーカーフェイス- (BGM Version)

## ソロ・リミックス盤
ライブイベントの物販商品として限定販売される、シリーズに収録されたユニット曲のソロ・リミックスを収録したCD。

### THE IDOLM@STER SideM WakeMini! SOLO COLLECTION
『PRODUCER MEETING 315 SP@RKLING TIME WITH ALL!!!』（2019年3月開催）会場限定CD。「WakeMini! MUSIC COLLECTION」で収録された楽曲のソロバージョンを収録したアルバム。
01 PHYSICAL Ver.
1. LET'S GO!!（天道輝 ソロVer.）
歌：天道輝（仲村宗悟）
2. LET'S GO!!（天ヶ瀬冬馬 ソロVer.）
歌：天ヶ瀬冬馬（寺島拓篤）
3. LET'S GO!!（渡辺みのり ソロVer.）
歌：渡辺みのり（高塚智人）
4. LET'S GO!!（木村龍 ソロVer.）
歌：木村龍（濱健人）
5. LET'S GO!!（伊瀬谷四季 ソロVer.）
歌：伊瀬谷四季（野上翔）
6. LET'S GO!!（秋山隼人 ソロVer.）
歌：秋山隼人（千葉翔也）
7. LET'S GO!!（紅井朱雀 ソロVer.）
歌：紅井朱雀（益山武明）
8. LET'S GO!!（アスラン=ベルゼビュートII世 ソロVer.）
歌：アスラン＝ベルゼビュートII世（古川慎）
9. LET'S GO!!（水嶋咲 ソロVer.）
歌：水嶋咲（小林大紀）
10. LET'S GO!!（橘志狼 ソロVer.）
歌：橘志狼（古畑恵介）
11. LET'S GO!!（大河タケル ソロVer.）
歌：大河タケル（寺島惇太）
12. LET'S GO!!（牙崎漣 ソロVer.）
歌：牙崎漣（小松昌平）
13. LET'S GO!!（円城寺道流 ソロVer.）
歌：円城寺道流（濱野大輝）
14. LET'S GO!!（兜大吾 ソロVer.）
歌：兜大吾（浦尾岳大）

02 MENTAL Ver.
1. Friendly Smile（柏木翼 ソロVer.）
歌：柏木翼（八代拓）
2. Friendly Smile（御手洗翔太 ソロVer.）
歌：御手洗翔太（松岡禎丞）
3. Friendly Smile（都築圭 ソロVer.）
歌：都築圭（土岐隼一）
4. Friendly Smile（ピエール ソロVer.）
歌：ピエール（堀江瞬）
5. Friendly Smile（蒼井悠介 ソロVer.）
歌：蒼井悠介（菊池勇成）
6. Friendly Smile（信玄誠司 ソロVer.）
歌：信玄誠司（増元拓也）
7. Friendly Smile（華村翔真 ソロVer.）
歌：華村翔真（バレッタ裕）
8. Friendly Smile（清澄九郎 ソロVer.）
歌：清澄九郎（中田祐矢）
9. Friendly Smile（若里春名 ソロVer.）
歌：若里春名（白井悠介）
10. Friendly Smile（神谷幸広 ソロVer.）
歌：神谷幸広（狩野翔）
11. Friendly Smile（卯月巻緒 ソロVer.）
歌：卯月巻緒（児玉卓也）
12. Friendly Smile（姫野かのん ソロVer.）
歌：姫野かのん（村瀬歩）
13. Friendly Smile（舞田類 ソロVer.）
歌：舞田類（榎木淳弥）
14. Friendly Smile（秋月涼 ソロVer.）
歌：秋月涼（三瓶由布子）
15. Friendly Smile（北村想楽 ソロVer.）
歌：北村想楽（汐谷文康）

03 INTELLIGENCE Ver.
1. POKER FAITH -ポーカーフェイス-（桜庭薫 ソロVer.）
歌：桜庭薫（内田雄馬）
2. POKER FAITH -ポーカーフェイス-（伊集院北斗 ソロVer.）
歌：伊集院北斗（神原大地）
3. POKER FAITH -ポーカーフェイス-（神楽麗 ソロVer.）
歌：神楽麗（永野由祐）
4. POKER FAITH -ポーカーフェイス-（鷹城恭二 ソロVer.）
歌：鷹城恭二（梅原裕一郎）
5. POKER FAITH -ポーカーフェイス-（蒼井享介 ソロVer.）
歌：蒼井享介（山谷祥生）
6. POKER FAITH -ポーカーフェイス-（握野英雄 ソロVer.）
歌：握野英雄（熊谷健太郎）
7. POKER FAITH -ポーカーフェイス-（猫柳キリオ ソロVer.）
歌：猫柳キリオ（山下大輝）
8. POKER FAITH -ポーカーフェイス-（冬美旬 ソロVer.）
歌：冬美旬（永塚拓馬）
9. POKER FAITH -ポーカーフェイス-（榊夏来 ソロVer.）
歌：榊夏来（渡辺紘）
10. POKER FAITH -ポーカーフェイス-（黒野玄武 ソロVer.）
歌：黒野玄武（深町寿成）
11. POKER FAITH -ポーカーフェイス-（東雲荘一郎 ソロVer.）
歌：東雲荘一郎（天﨑滉平）
12. POKER FAITH -ポーカーフェイス-（岡村直央 ソロVer.）
歌：岡村直央（矢野奨吾）
13. POKER FAITH -ポーカーフェイス-（硲道夫 ソロVer.）
歌：硲道夫（伊東健人）
14. POKER FAITH -ポーカーフェイス-（山下次郎 ソロVer.）
歌：山下次郎（中島ヨシキ）
15. POKER FAITH -ポーカーフェイス-（九十九一希 ソロVer.）
歌：九十九一希（徳武竜也）
16. POKER FAITH -ポーカーフェイス-（葛之葉雨彦 ソロVer.）
歌：葛之葉雨彦（笠間淳）
17. POKER FAITH -ポーカーフェイス-（古論クリス ソロVer.）
歌：古論クリス（駒田航）

### ユニットメンバー
1. 1 2 3  天ヶ瀬冬馬（寺島拓篤）、天道輝（仲村宗悟）、渡辺みのり（高塚智人）、木村龍（濱健人）、秋山隼人（千葉翔也）、伊瀬谷四季（野上翔）、紅井朱雀（益山武明）、アスラン＝ベルゼビュートII世（古川慎）、水嶋咲（小林大紀）、橘志狼（古畑恵介）、大河タケル（寺島惇太）、円城寺道流（濱野大輝）、牙崎漣（小松昌平）、兜大吾（浦尾岳大）
2. 1 2 3  御手洗翔太（松岡禎丞）、柏木翼（八代拓）、都築圭（土岐隼一）、ピエール（堀江瞬）、蒼井悠介（菊池勇成）、信玄誠司（増元拓也）、華村翔真（バレッタ裕）、清澄九郎（中田祐矢）、若里春名（白井悠介）、神谷幸広（狩野翔）、卯月巻緒（児玉卓也）、姫野かのん（村瀬歩）、舞田類（榎木淳弥）、秋月涼（三瓶由布子）、北村想楽（汐谷文康）
3. 1 2 3  伊集院北斗（神原大地）、桜庭薫（内田雄馬）、神楽麗（永野由祐）、鷹城恭二（梅原裕一郎）、蒼井享介（山谷祥生）、握野英雄（熊谷健太郎）、猫柳キリオ（山下大輝）、冬美旬（永塚拓馬）、榊夏来（渡辺紘）、黒野玄武（深町寿成）、東雲荘一郎（天﨑滉平）、岡村直央（矢野奨吾）、硲道夫（伊東健人）、山下次郎（中島ヨシキ）、九十九一希（徳武竜也）、葛之葉雨彦（笠間淳）、古論クリス（駒田航）